# Артур Кеннеді
Артур Кеннеді (англ. Arthur Kennedy; 17 лютого 1914, Вустер, Массачусетс, США — 5 січня 1990, Бренфорд, Коннектикут, США) — американський актор театру і кіно, п'ятикратний номінант на премію «Оскар» (одна номінація за найкращу чоловічу роль, інші чотири — за найкращу чоловічу роль другого плану).

## Біографія
У березні 1938 року одружився з Мері Чеффрі (1915—1975). У них народилися двоє дітей — син Терренс і донька Лорі.

## Фільмографія
| Рік  |   | Українська назва           | Оригінальна назва                     | Роль           |
| ---- | - | -------------------------- | ------------------------------------- | -------------- |
| 1941 | ф | Висока Сьєрра              | High Sierra                           | Ред            |
| 1949 | ф | Чемпіон                    | Champion                              | Конні Келлі    |
| 1955 | ф | Процес                     | Trial                                 | Барні Касл     |
| 1957 | ф | Пейтон Плейс               | Peyton Place                          | Лукас Кросс    |
| 1958 | ф | І підбігли вони            | Some Came Running                     | Френк Герш     |
| 1960 | ф | Елмер Гантрі               | Elmer Gantry                          | Джим Лефертс   |
| 1962 | ф | Лоуренс Аравійський        | Lawrence of Arabia                    | Джексон Бентлі |
| 1962 | ф | Пригоди молодого Хемінгуея | Hemingway's Adventures of a Young Man | доктор Адамс   |
| 1966 | ф | Фантастична подорож        | Fantastic Voyage                      | доктор Дюваль  |